# Muzeum w Mielniku
Ośrodek Dziejów Ziemi Mielnickiej – Muzeum w Mielniku – muzeum z siedzibą we wsi Mielnik (powiat siemiatycki). Placówka jest gminną jednostką organizacyjną, działającą w ramach Gminnego Ośrodka Kultury, Sportu i Rekreacji.
Muzeum powstało w 2011 roku, a jego siedzibą jest budynek dawnego kina "Górnik". W swych zbiorach posiada ponad 60 prac Henryka Musiałowicza, liczne pamiątki związane z historią Mielnika i okolicy a także kolekcję rekwizytów i kostiumów filmowych, używanych podczas realizacji filmu pt. "Ogniem i mieczem", przekazanych przez studio filmowe ZODIAK – Jerzy Hoffman Film Production
Muzeum jest obiektem całorocznym, czynnym z wyjątkiem poniedziałków w okresie od października do kwietnia oraz codziennie w pozostałych miesiącach. Wstęp jest płatny.